# Ivano Bevanda
Ivano Kristian Bevanda, född 21 februari 2007, är en svensk friidrottare som representerar Malmö AI (MAI). Han är specialiserad på sprint, främst 200 meter. Bevanda tog silver på 200 meter vid U18-europamästerskapen i friidrott 2024 i Slovakien.

## Karriär

### SM-guld på seniornivå
Den 26 maj 2024 tog Bevanda, tillsammans med sitt lag i Malmö AI, hem SM-guld på 4×400 meter stafett i Uppsala. Laget noterade tiden 3:08,95, vilket innebar Bevandas första svenska mästerskapstitel på seniornivå.

### Genombrottet: U18-EM 2024
Bevandas stora internationella genombrott kom vid U18-europamästerskapen i friidrott 2024, i Banská Bystrica i Slovakien. Mästerskapet avgjordes i juli månad, och Bevanda ställde upp på distansen 200 meter.
I försöken sprang Bevanda in som tvåa i sitt heat. I semifinalen förbättrade han sitt personliga rekord till 21,36 sekunder och säkrade en plats i finalen. Där sprang han i mål på 21,17 sekunder – nytt personbästa.
Tiden räckte till en silvermedalj, endast slagen av den italienska guldfavoriten Diego Nappi. Loppet beskrevs av Svenska Friidrottsförbundet som "sensationellt", och fick stor uppmärksamhet.